# Сорокина, Тамара Александровна
Тама́ра Алекса́ндровна Соро́кина (Казачкова) (род. 15 августа 1950, Варненский район, Челябинская область) — советская легкоатлетка. Заслуженный мастер спорта СССР (1981).

## Биография
Родилась 15 августа 1950 года в Казановке Челябинской области
Лёгкой атлетикой начала заниматься в 1967 году в Магнитогорском педагогическом училище у заслуженного тренера РСФСР В. И. Петрова.

### Спортсменка
В 1975—1982 годах тренировалась у заслуженного тренера РСФСР Б. М. Фадеева.
В 1971 году установила свой первый[уточнить] рекорд СССР в соревнованиях на приз братьев Знаменских (800 м), в 1967 — мировой рекорд в беге на 1000 м[уточнить]. Неоднократная чемпионка СССР, чемпионка Европы (1974, 1982[уточнить]), обладательница Кубков мира и Европы (1981), призёр Спартакиады народов СССР (1975) в беге на 1500 м.
На Олимпийских играх 1972 года участвовала в беге на 1500 метров, но не смогла выйти в финал.

### Тренер
По окончании карьеры — на тренерской работе.

## Результаты

### Соревнования
| Год  | Соревнование            | Город  | Дата          | Дистанция   | Результат           | Место | Видео |
| ---- | ----------------------- | ------ | ------------- | ----------- | ------------------- | ----- | ----- |
| 1971 | Спартакиада             | Москва | 16—19 июля    | 800 метров  | 2.08,5              | II    |       |
| 1972 | Чемпионат               | Москва | 17—20 июля    | 1500 метров | 4.11,6              | III   |       |
| 1973 | Чемпионат (в помещении) | Москва | 1—4 марта     | 1000 метров | 2.44,8              | I     |       |
| 1974 | Чемпионат (в помещении) | Москва | 13—15 февраля | 1500 метров | 4.20,5              | I     |       |
| 1976 | Чемпионат (в помещении) | Москва | 1—2 февраля   | 1500 метров | 4.22,1              | II    |       |
| 1980 | Чемпионат (в помещении) | Москва | 16 февраля    | 1500 метров | 4.07,8 PB[уточнить] | I     |       |
| 1981 | Чемпионат (в помещении) | Минск  | 6 февраля     | 800 метров  | 2.02,7 PB           | I     |       |
| 1981 | Чемпионат (в помещении) | Минск  | 6—8 февраля   | 1500 метров | 4.09,6              | I     |       |

| Год  | Матч                        | Город    | Дата     | Дистанция              | Результат | Место |
| ---- | --------------------------- | -------- | -------- | ---------------------- | --------- | ----- |
| 1973 | СССР — США (в помещении)    | Ричмонд  | 16 марта | 880 ярдов              | 2.11,1    | 2     |
| 1973 | СССР — США (в помещении)    | Ричмонд  | 16 марта | Эстафета 1+2+3+4 круга | 3.29,5    | 2     |
| 1973 | СССР — Канада (в помещении) | Ванкувер | 23 марта | 800 метров             | 2.10,9    | 4     |
| 1974 | СССР — США (в помещении)    | Москва   | 2 марта  | 1500 метров            | 4.20,9    | 1     |

1. ↑  круг — 160 ярдов (144 метра)
2. ↑  Состав команды: Надежда Бесфамильная, Надежда Колесникова, Валентина Герасимова, Тамара Казачкова

### Рекорды
| Дистанция   | Результат   | Место       | Дата        | Видео       |
| Рекорд СССР | Рекорд СССР | Рекорд СССР | Рекорд СССР | Рекорд СССР |
| ----------- | ----------- | ----------- | ----------- | ----------- |
| 800 метров  | 2.03,2      | Москва      | 11.9.1971   |             |